# Карелль, Филипп Яковлевич
Филипп Яковлевич Карелль (нем. Philipp Jakob Karell; 10 декабря 1806 — 18 августа 1886) — русский врач немецкого происхождения, лейб-медик при императорах Николае I (с 1849) и Александре II (1855—1881), тайный советник.

## Биография
Уроженец Лифляндии (имение Вастсемыйза, Феллинского уезда),  сын крепостного Якоба при мызе Хайба (Харьюмаа), служившего в ревельском доме дочери помещика фон Ульриха. Отец с домочадцами был отпущен на волю в 1807 и стал со всей семьёй прихожанином прихода ревельской лютеранской кирхи Святого Духа; в приходе состояло много именитых и влиятельных горожан, как мещан, так и дворянского происхождения. Фамилию Якобсон сменил на Карелль в 1820-х годах в подражание старшему брату-музыканту Карлу, который принял фамилию Карелль в созвучии со своим собственным именем.
 
Учился на медицинском факультете Дерптского университета (1826—1832). По окончании университета был назначен в лейб-гвардии Гренадерский полк батальонным лекарем и в этом же году был утверждён в степени доктора медицины.
Служил Каррель добросовестно — в его послужном списке постоянно отмечаются награждения значительными денежными выплатами, орденами, а в 1837 году он был пожалован бриллиантовым перстнем с вензелем императора. В 1844 году занимает должность главного лекаря Красносельского военного госпиталя на лагерное время.
Решающим толчком в развитии карьеры Карелля стало знакомство с лейб-медиком императора Николая I М. М. Мандтом. Каррель стал одним из слушателей лекций М. М. Мандта, который называл его «носителем своей системы» и рекомендовал его, на время своего отсутствия, императору, которого Каррель сопровождал после во всех поездках. Впервые Карелль сопровождал царя в путешествии с февраля по август 1849 года. По протоколу сопровождавшие императора в заграничных путешествиях лица, к которым относился и Карелль, также награждались различными иностранными орденами.
После отъезда Мандта его преемником при дворе стал Карелль. Он был назначен лечащим врачом императрицы Александры Фёдоровны. Оставался при Дворе и принимал участие в лечении императора Александра II на протяжении 1860-х годов. Карелль оставался в Придворной медицинской части вплоть до своей смерти в 1886 году.
В 1849 году Карелль получил звание лейб-медика. В 1856 году был произведён в действительные статские советники, а в 1867 году — в тайные советники. Возведён в достоинство потомственного дворянства российской империи с дарованием герба. Состоял почётным членом Военно-медицинского учёного комитета и совещательным членом медицинского совета при Министерстве внутренних дел. Почётный гражданин Ревеля (1885).
Карелль первый ознакомил русских врачей с наложением крахмальной повязки при переломах костей, ввел и разработал систему молочного лечения, и его трактат о лечении молоком переведен на все европейские языки. Ему же принадлежит организация санитарных рот в русской армии и почин в основании Общества Красного креста.
Был награждён всеми российскими орденами вплоть до ордена Святого Александра Невского пожалованного ему в 12 апреля 1881 года. Герб Кареллей внесен в Часть 7 Сборника дипломных гербов Российского Дворянства, невнесенных в Общий Гербовник, стр. 22.

## Награды
Российской империи:
- Орден Святой Анны 2-й ст. с Императорской короной (1848)
- Орден Святого Станислава 1-й ст. (1858)
- Орден Святого Владимира 2-й ст. (1859)
- Орден Святой Анны 1-й ст. (1864)
- Почётный гражданин Ревеля (1882)[5]

Иностранных государств:
- Австрийский Орден Железной короны 2-й ст. (1851)
- Австрийский Орден Франца-Иосифа 2-й ст. (1852)
- Прусский Орден Красного орла 2-го кл. с бриллиантами (1852); звезда к ордену (1864); звезда с бриллиантами к ордену (1867)[6]
- Саксен-Веймарский Орден Белого сокола 2-й ст. (1852)
- Австрийский Орден Леопольда 2-й ст. (1853)
- Сардинский Орден Святых Маврикия и Лазаря (1857)
- Баденский Орден Церингенского льва со звездою (1860)
- Прусский Орден Короны 2-го кл. со звездой (11 июня 1864)[7]
- Орден Фридриха большой крест (1868, королевство Вюртемберг)[8]
- Прусский Орден Красного орла 1-го кл. (14 мая 1870)[6]